# The Tears of a Clown
Singles de Smokey Robinson and The Miracles
Who's Gonna Take the Blame
(1970) I Don't Blame You at All
(1971)
The Tears of a Clown est une chanson pop soul écrite par Smokey Robinson, composée par Stevie Wonder et Hank Cosby et interprétée par Smokey Robinson and The Miracles, présente sur l'album Make It Happen sorti le 29 août 1967.
Elle ne sort en single qu'en juillet 1970 au Royaume-Uni où elle se classe no 1 des ventes. Le single sort ensuite à l'échelle internationale. Publié aux États-Unis en septembre 1970, il culmine en tête du Billboard Hot 100 et du Best Selling Soul Singles (l'actuel Hot R&B/Hip-Hop Songs) au mois de décembre de la même année.
Après ce succès, l'album Make It Happen est retitré The Tears of a Clown.
La reprise en 1979 par le groupe de ska anglais The Beat est no 6 au Royaume-Uni.

## Composition et écriture
C'est le chanteur Stevie Wonder et le producteur Hank Cosby qui ont composé la musique. Après avoir enregistré une démo, il l'ont fait écouter à Smokey Robinson qui a écrit les paroles. Comme le motif lui évoquait une musique de cirque, il a pensé à un clown et à l'histoire de l'opéra italien Pagliacci. Il a alors écrit ce que ressent un personnage qui, rendu malheureux par une rupture amoureuse, s'efforce de paraître heureux en public. 

## Distinction
En 2002, la chanson reçoit un Grammy Hall of Fame Award. 

## Reprises
The Tears of a Clown a été reprise par des artistes d'horizons musicaux divers. La version du groupe de ska britannique The Beat, dont c'est le premier single en 1979, et celle du groupe punk-rock australien Caligula sont entrées dans les classements des ventes de singles.
Elle a aussi été enregistrée par Petula Clark, The Flying Pickets, La Toya Jackson, Phil Collins, Boyzone ou Smokey Robinson en duo avec Sheryl Crow.

## Classements hebdomadaires
| Classement (1970)                       | Meilleure position |
| --------------------------------------- | ------------------ |
| Allemagne (Media Control AG)            | 19                 |
| Australie (Kent Music Report)           | 7                  |
| Belgique (Flandre Ultratop 50 Singles)  | 7                  |
| Belgique (Wallonie Ultratop 50 Singles) | 27                 |
| Canada (RPM Top Singles)                | 7                  |
| États-Unis (Billboard Hot 100)          | 1                  |
| États-Unis (Best Selling Soul Singles)  | 1                  |
| Irlande (IRMA)                          | 3                  |
| Pays-Bas (Nederlandse Top 40)           | 5                  |
| Pays-Bas (Single Top 100)               | 4                  |
| Royaume-Uni (UK Singles Chart)          | 1                  |

| Classement (1976)              | Meilleure position |
| ------------------------------ | ------------------ |
| Royaume-Uni (UK Singles Chart) | 34                 |

| Classement (1979-1980)                 | Meilleure position |
| -------------------------------------- | ------------------ |
| Belgique (Flandre Ultratop 50 Singles) | 23                 |
| Irlande (IRMA)                         | 16                 |
| Royaume-Uni (UK Singles Chart)         | 6                  |

| Classement (1994) | Meilleure position |
| ----------------- | ------------------ |
| Australie (ARIA)  | 25                 |

## Certifications
| Pays              | Certification | Unités certifiées |
| ----------------- | ------------- | ----------------- |
| Royaume-Uni (BPI) | Argent        | 200 000           |

| Pays              | Certification | Unités certifiées |
| ----------------- | ------------- | ----------------- |
| Royaume-Uni (BPI) | Argent        | 250 000           |